# Бибо, Иштван
И́штван Би́бо (венг. Bibó István; 7 августа 1911, Будапешт — 10 мая 1979, там же) — венгерский политический деятель и правозащитник, юрист, политолог. Государственный министр в правительстве Имре Надя (ноябрь 1956).

## Семья
Родился в семье интеллигентов. Отец служил в министерстве образования и религии, затем был директором университетской библиотеки в Сегеде.

## Образование
Окончил гимназию, юридический факультет университета в Сегеде, в 1933—1935 изучал право и политические науки в Вене и Женеве, затем стажировался в Международной правовой академии в Гааге.

## Научная и политическая деятельность
В 1930-е годы служил в судебных органах, в министерстве юстиции. Одновременно занимался научной деятельностью, писал работы по проблемам философии и социологии права, правовой этики, международного права. С 1938 — член Венгерского философского общества. Участвовал в деятельности Мартовского фронта — левой оппозиции режиму Миклоша Хорти.
С 1940 года — приват-доцент университета в Сегеде, с 1941 — университета в Коложваре (вновь созданного венгерского высшего учебного заведения в Северной Трансильвании, присоединённой в 1940 году к Венгрии; ныне Коложвар — город Клуж-Напока в Румынии). В 1944 году помогал укрывать в Будапеште евреев, которым грозила расправа. В октябре 1944 года был арестован сторонниками пронацистского лидера Ференца Салаши, вскоре освобождён с лишением права состоять на государственной службе и заниматься преподавательской деятельностью. Был вынужден перейти на нелегальное положение.
После свержения салашистского режима в Венгрии — начальник отдела в министерстве внутренних дел (март 1945 — июль 1946), был приглашён на этот пост главой МВД, своим коллегой по Мартовскому фронту, одним из лидеров левоориентированной Национальной крестьянской партии (НКП) Ференцем Эрдеи. В мае 1945 вступил в НКП. Участвовал в разработке ряда законопроектов, выступал за демократическую реорганизацию системы административно-территориального (в частности, муниципального) управления.
В 1946—1950 годах — профессор университета в Сегеде. Одновременно был одним из руководителей Института Пала Телеки в Будапеште, занимавшегося восточноевропейскими исследованиями. С 1946 года — член-корреспондент Венгерской академии наук. В этот период написал значительное количество научных работ по проблемам истории, политологии, права. Был сторонником европейской интеграции, создания устойчивой системы международных договоров в Европе, противником национализма. Поднимал вопрос о несправедливости, допущенной в отношении немецкого населения, высылавшегося из Восточной Европы, в том числе из Венгрии (ещё будучи на государственной службе, предлагал меры по смягчению этого процесса, которые не были реализованы). Придерживался леволиберальных демократических политических взглядов, которые были несовместимы со складывавшимся тоталитарным строем.
В 1949 году был выведен из Академии наук в период её реорганизации. К тому времени фактически прекратил свою деятельность и Институт Пала Телеки, была распущена НКП. В 1950 году был вынужден прекратить преподавание, и с 1951 года работал библиотекарем в университетской библиотеке в Будапеште.

## Деятельность в 1956 году и тюремное заключение
Осенью 1956 года в условиях кризиса тоталитарного строя и массовых выступлений граждан Венгрии вернулся к политической деятельности. В октябре 1956 года подготовил рукопись «Конспект. Октябрь 1956 года» — наброски программного политического текста, в котором выступил с критикой многих постулатов марксизма-ленинизма (в том числе положения о диктатуре пролетариата), высказался в пользу демократического развития страны. Был противником реставрации крупной частной собственности, считая, что она должна быть передана рабочим коллективам. Один из инициаторов возрождения НКП — под названием Партия Петефи — в конце октября 1956 года. 2 ноября 1956 года по квоте Партии Петефи вошёл в состав правительства Имре Надя в качестве государственного министра.
Уже 4 ноября правительство было свергнуто советскими войсками. В условиях, когда многие представители венгерского руководства нашли политическое убежище в посольстве Югославии, оставался на своём посту в здании венгерского парламента, был ненадолго задержан, но затем отпущен. Обратился к венгерскому народу с воззванием «За свободу и правду», в котором призвал не признавать законной властью советскую военную администрацию и просоветское правительство, а «использовать по отношению к ним все формы пассивного сопротивления за исключением случаев, когда речь идёт о продовольственном снабжении и коммунальном обслуживании Будапешта».
Затем предлагал вариант компромиссного урегулирования венгерского вопроса, связанный с сохранением социализма в Венгрии при выводе советских войск из страны, её выходе из Варшавского договора (или из системы его «военных связей») и признании СССР легитимности правительства Имре Надя. Однако к тому времени СССР уже сделал ставку на отказ от каких-либо компромиссов со сторонниками Надя.
В декабре 1956 года стал автором «Декларации об основных принципах государственного, общественного и экономического устройства Венгрии и путях преодоления политического кризиса», подготовленной им совместно с другими руководящими деятелями Партии Петефи и Партии мелких хозяев. 23 мая 1957 года арестован вместе с Арпадом Гёнцем и в 1958 года за участие в событиях 1956 был приговорён к пожизненному заключению (от смертной казни его якобы спасло заступничество Джавахарлала Неру). В тюрьме продолжал сопротивление политике власти. В марте 1963 года был освобождён по амнистии — позже, чем многие политики из числа соратников Имре Надя.

## После освобождения
В 1963—1971 годах работал научным сотрудником библиотеки Центрального статистического управления Венгрии, вернулся к научной работе, занимался исследованием внешнеполитических проблем и переводческой деятельностью. В 1972 году в Венгрии была опубликована его монография «Недееспособность международного сообщества государств и её преодоление» (в 1976 году сокращённый перевод вышел в Великобритании). В 1971 году вышел на пенсию.
В 1980-е годы в Венгрии издано собрание сочинений Бибо. Ему установлен бюст в Будапеште, в этом же городе его именем названа гимназия. В 2002 году о нём снят полнометражный документальный фильм.

## Публикации на русском языке
- «О смысле европейского развития» и другие работы. М., 2004. ISBN 5-94607-046-5
- Еврейский вопрос в Венгрии после 1944 года. М., 2005.